# جانیس استرنگا
جانیس استرنگا (انگلیسی: Jānis Strenga؛ زادهٔ ۱۶ فوریهٔ ۱۹۸۸) ورزشکار بابسلد اهل لتونی است.
وی در مسابقات کشوری و بین‌المللی در مجموع برندهٔ ۲ مدال طلا، ۲ مدال نقره، ۴ مدال برنز شده‌است.